# Ivan Rioufol

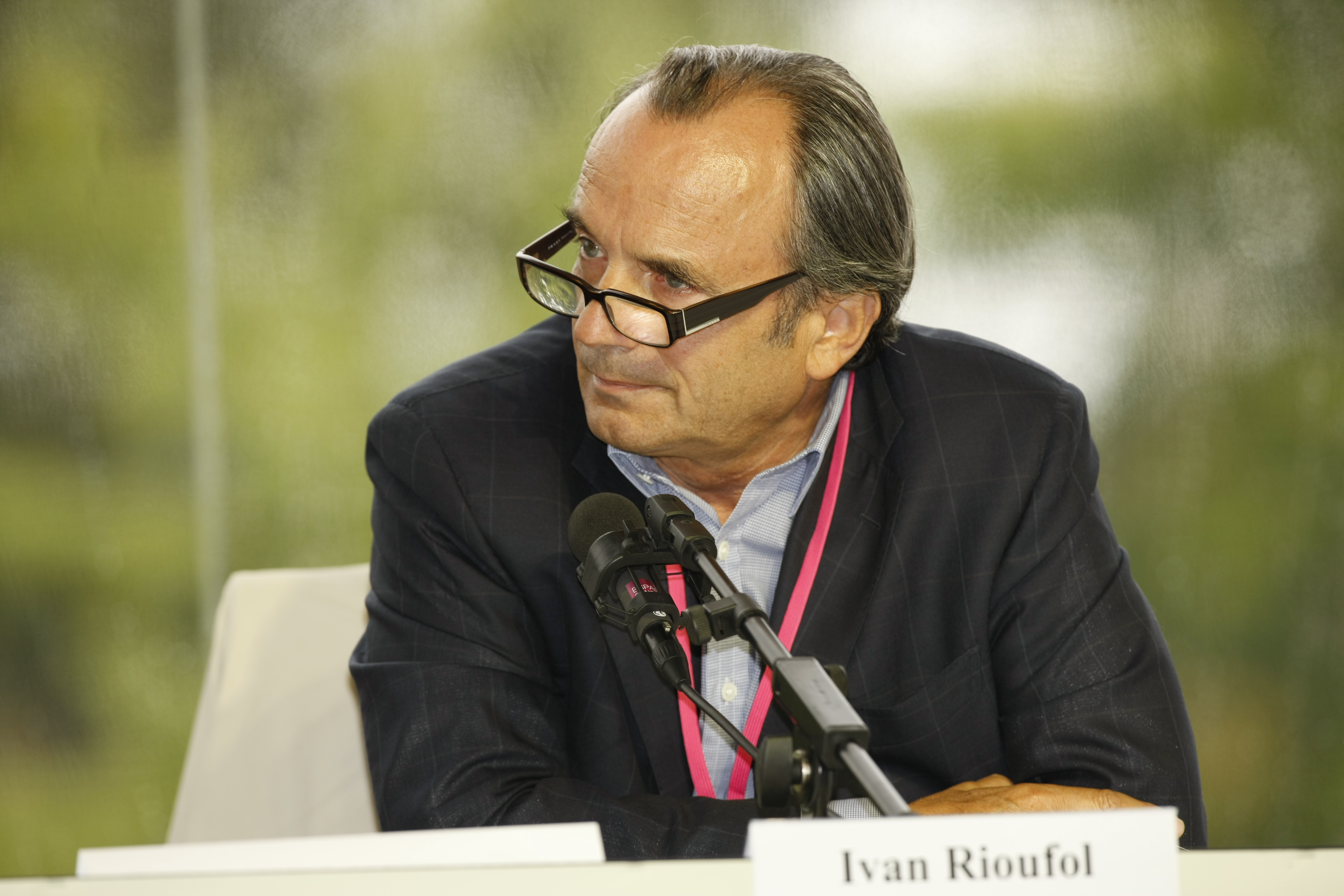
Ivan Rioufol

Ivan Antoine Emmanuel René Rioufol (Nantes, 1952) is een Frans journalist, columnist en essayist die sinds 1985 voor Le Figaro werkt.
Hij studeerde rechten en begon zijn carrière als journalist in 1976 bij Presse-Océan in Nantes.  In 1985 ging hij voor Le Figaro werken.  Hij schreef ook voor Figaro Madame.  Sinds 2002 schrijft hij een wekelijkse column op vrijdag.
Ivan Rioufol is de broer van acteur Mark Rioufol (1962 - 2011).

## Werken
- La Fin d'un monde, uitegeverij de Passy, april 2012
- De l'urgence d'être réactionnaire, uitgeverij PUF, 2012
- A la recherche du peuple perdu, uitgeverij de Passy, januari 2011
- Attachez vos ceintures, uitgeverij de Passy, februari 2010
- Allez-y sans nous, (mede-auteur), uitegeverij L’Âge d’Homme, september 2009
- La démocratie d’apparence, (mede-auteur) uitgeverij François-Xavier de Guibert, juli 2009
- Chronique d'une année de crises, uitgeverij de Passy, maart 2009
- Où va la France?,  Le Bloc-notes de la présidentielle, uitgeverij de Passy, 2008
- La Fracture identitaire, Fayard, oktober 2007
- Peuples et migrations, la question géopolitique du XXIe (mede-auteur) Daedalos, 2007
- Les Écrivains infréquentables (mede-auteur), La Presse littéraire, 2007
- Chroniques d'une résistance, uitgeverij du Rocher, 2005
- La République des faux gentils, uitgeverij du Rocher, 2004
- La Tyrannie de l'impudeur, uitgeverij Anne Carrière, 2000.